# 하코 (일리노이주)
하코(영어: Harco)는 미국 일리노이주 설린군에 위치한 비법인 커뮤니티이다. 해리스버그 컬리어리 콜 컴퍼니 마인(The Harrisburg Colliery Coal Company Mine)이 1916년 11월 일리노이주 설린군 레인지 5 타운십 8 섹션 27의 중심부에 안착하면서 하코시는 그 주변으로 성장하였다. 이 도시의 이름은 해리스버그의 처음 세 글자 Har과 콜리어리의 처음 두 글자 Co를 합쳐 하코(Harco)로 불리게 되었다.
해리스버그 콜리 컴퍼니는 시카고의 J. H. 킬머와 Ed Qualkenbush, D. K. Seten, 그리고 일리노이주 해리스버그의 O. D. 노먼에 의해 조직되었다. D. K. Seten은 식료품 잡화상이었으며 그의 시동생 O. D. 노먼은 해티 노먼의 남편이자 해리스버그의 메리 린드세이의 아버지이다.

## 역사

### 채굴
하코는 석탄의 발견에 기반하여 설립되었다. 최초의 석탄은 1918년 1월 6일 들어올려졌다.

## 인구
하코의 현재 인구 수는 약 200명이지만 1920년대 인구 수는 대략 1,200명이었다.

### 아미시파의 정착
2007년 5월, 60명의 아미시파 남성, 여성, 어린이들이 위스콘신주에서 일리노이주 설린군으로 이사를 왔으며, 하코 주변 경작을 위해 위스콘신주에서 800 에이커 (3.2 km2)의 땅을 구매했다.

## 참고 문헌
- A Pictorial History of Saline County Illinois 1847–1991 Published by Harrisbury Daily Register and Saline County Genealogical Society
- online autobiography of Gladys Quinn Small
- Harrisburg Daily Register
- Internet Archive: Saline County Historical Society presents the Saline County centennial, 1847–1947